# میکل اگویرگومزوکورتا
میکل اگویرگومزوکورتا (انگلیسی: Mikel Aguirregomezkorta؛ زادهٔ ۲۶ اوت ۱۹۷۴) بازیکن فوتبال اهل اسپانیا است.
از باشگاه‌هایی که در آن بازی کرده‌است می‌توان به باشگاه فوتبال اتلتیک بیلبائو اشاره کرد.